# Маркович, Влатко
Вла́тко Ма́ркович (хорв. Vlatko Marković; 1 января 1937, Бугойно — 23 сентября 2013, Загреб) — югославский футболист, югославский и хорватский тренер.

## Карьера
В начале карьеры игрока играл за «Искру» и «Челик». Затем отправился в загребское «Динамо», где провёл семь лет. Затем выступал за венскую «Аустрию». В составе сборной Югославии принимал участие в чемпионате мира 1962 года в Чили.
Как тренер сначала возглавлял «Загреб», затем бельгийский «Стандарт» и французскую «Ниццу». Тренировал сплитский «Хайдук», загребское «Динамо» и венский «Рапид».
В 1998—2012 гг. возглавлял Хорватский футбольный союз.